# Mirandina corticola
Mirandina corticola är en svampart som beskrevs av G. Arnaud ex Matsush. 1975. Mirandina corticola ingår i släktet Mirandina, ordningen disksvampar, klassen Leotiomycetes, divisionen sporsäcksvampar och riket svampar.   Inga underarter finns listade i Catalogue of Life.